# چرب‌گیاه درشت‌گل
چرب‌گیاه درشت‌گل (نام علمی: Pinguicula grandiflora)، که معمولاً به‌عنوان کره‌گل‌های درشت شناخته می‌شود، یک گیاه حشره‌خوار معتدل از خانواده علف‌انبانیان است. یکی از ویژگی‌های متمایز گونه، گل آن است که بسیار بزرگ‌تر از میانگین سرده است.
این گیاه بومی بخش‌هایی از اروپا است. مانند فرانسه، ایرلند، اسپانیا و سوئیس، بومی بریتانیای کبیر نیست، اما در چند مکان در انگلستان و ولز معرفی شده‌است. به چکسلواکی نیز وارد شده است.
دو زیرگونه شناخته شده وجود دارد؛
- چرب‌گیاه درشت‌گل زیرگونه درشت‌گل
- چرب‌گیاه درشت‌گل زیرگونه رزا (موتل) کاسپر